# 桜木桜
桜木桜（さくらぎさくら）は、日本のライトノベル作家。

## 経歴
数々の作品を小説投稿サイトに投稿し、商業誌で活躍する。最新作の『お見合いしたくなかったので、無理難題な条件をつけたら同級生が来た件について』は著者としては新境地となる学園ものである。

## 作品リスト
- お見合いしたくなかったので、無理難題な条件をつけたら同級生が来た件について
- 異世界建国記
- 三大陸英雄記
- 鬼畜な蛮族王と性奴隷に堕とされた媛巫女
- 原作開始前に没落した悪役令嬢は偉大な魔導師を志す
- 語学留学に来たはずの貴族令嬢、なぜか花嫁修業ばかりしている